# 1860

## Събития
- 6 ноември – Ейбрахам Линкълн става 16-ият президент на САЩ.

## Родени
- ? – Лазар Паяков, български икономист и политик
- Анастасия Обретенова,
- Герасим Струмишки, български духовник
- Илия Георгов, български политик
- Кочо Мавродиев, български просветен деец
- Кръстьо Захариев, български революционер
- Христо Тодоров, български политик
- Продан Тишков – Чардафон, български революционер
- 3 януари – Такааки Като, Министър-председател на Япония
- 7 януари – Емануил Манолов, български композитор († 1902)
- 19 януари – Стефан Белов, български военен деец († 1931)
- 29 януари – Антон Чехов, руски драматург и писател
- 1 февруари – Густав Вайганд,
- 13 февруари – Стоян Брънчев, български лесовъд
- 26 февруари – Порфирий Бахметиев, руски физик и биолог
- 13 април – Джеймс Енсор, белгийски художник
- 15 април – Иван Фичев, български военен деец
- 2 май – Теодор Херцел, австрийски ционист
- 9 май – Джеймс Матю Бари, шотландски писател и журналист († 1937)
- 21 май – Вилем Ейнтховен, нидерландски физиолог
- 23 май – Ярослав Вешин, чешки художник, творил в България († 1915)
- 29 май – Исак Албенис, испански композитор
- 2 юли – Иван Бобев, български военен деец († 1885)
- 5 юли – Робърт Бейкън, американски държавник и дипломат
- 7 юли – Густав Малер, наставка=
- 20 юли – Димитър Перниклийски, български военен деец
- 24 юли – Алфонс Муха, чешки живописец и дизайнер
- 12 август – Клара Хитлер, майка на Адолф Хитлер
- 12 август – Владимир Серафимов,
- 20 август – Реймон Поанкаре, Френски президент
- 22 август – Паул Нипков, германски инженер
- 27 август – Карл Антон Ларсен, норвежки изследовател
- 30 август – Исак Левитан, руски художник († 1900)
- 6 септември – Джейн Адамс, американска общественичка
- 6 септември – Лорентзос Мавилис, гръцки поет
- 13 септември – Джон Пършинг, американски генерал
- 14 септември – Димитър Гешов, български военен деец († 1922)
- 24 септември – Янко Сакъзов, Български политик, социалдемократ († 1941)
- 18 октомври – Александър Ростковски, руски дипломат
- 28 октомври – Кано Джигоро, създател на джудото и спортен деец († 1938)
- 3 ноември – Фредерик Октавиус Пикард-Кеймбридж, английски арахнолог, илюстратор, натуралист
- 6 ноември – Игнаци Падеревски, полски пианист и композитор
- 23 ноември – Хялмар Брантинг, шведски политик
- 23 ноември – Карл Ялмар Брантинг, шведски политик
- 18 декември – Едуард Макдауъл, американски композитор и пианист († 1908)

## Починали
- Йосиф Строителя, игумен на Рилския манастир
- 6 януари – Уилям Лийк, британски топограф и историк
- 27 януари – Янош Бояй, унгарски математик
- 14 април – Едуард Фридрих Еверсман, германски зоолог
- 15 август – Анна Фьодоровна, велика руска княгиня
- 21 септември – Артур Шопенхауер, немски философ
- 26 септември – Милош Обренович, княз на Сърбия
- 9 октомври – Димитър Зограф, български иконописец

Вижте също:
- календара за тази година